# Filipendula kiraishiensis
Filipendula kiraishiensis är en rosväxtart som beskrevs av Bunzo Hayata. Filipendula kiraishiensis ingår i släktet älggrässläktet, och familjen rosväxter. Inga underarter finns listade i Catalogue of Life.